# Zákon o elektronické identifikaci
Zákon o elektronické identifikaci (zákon č. 250/2017 Sb.)
je zákon, který v České republice od 1. července 2018 upravuje působnost Digitální a informační agentury na úseku elektronické identifikace.
Jeho prováděcím předpisem je vyhláška 409/2022 Sb.
Elektronická identifikace je podmínkou pro přístup k online službám poskytovaným zejména veřejnou správou.

## Definované pojmy
- kvalifikovaný systém (§ 2 a 3 Zákona)
- kvalifikovaný správce (§ 4 Zákona)
- kvalifikovaný poskytovatel (§ 18 Zákona)
- Národní bod (§ 20 Zákona)

Kvalifikovaný správce provozuje kvalifikovaný systém elektronické identifikace, vytváří v něm uživatelský profil občana, aktivuje/deaktivuje identifikační prostředek pro daný uživatelský profil atd. Kvalifikovaný poskytovatel je takový poskytovatel identifikačních prostředků, který získal akreditaci Ministerstva vnitra a je napojen na Národní bod.
Další související pojmy jsou identifikační prostředek (občanka s čipem, Mobilní klíč eGovernmentu, bankovní identita atd.),
elektronická identifikace,
elektronická identita (uživatelský profil
v terminologii DIA) atd.